# Futbol'nyj Klub Dinamo Brjansk
La Dinamo Brjansk, ufficialmente Futbol'nyj Klub Dinamo Brjansk (in russo Футбольный клуб Динамо Брянск?, translitterazione anglosassone Dynamo Bryansk, cioè società calcistica Dinamo Brjansk), è una società calcistica russa con sede a Brjansk.

## Storia

### Unione Sovietica

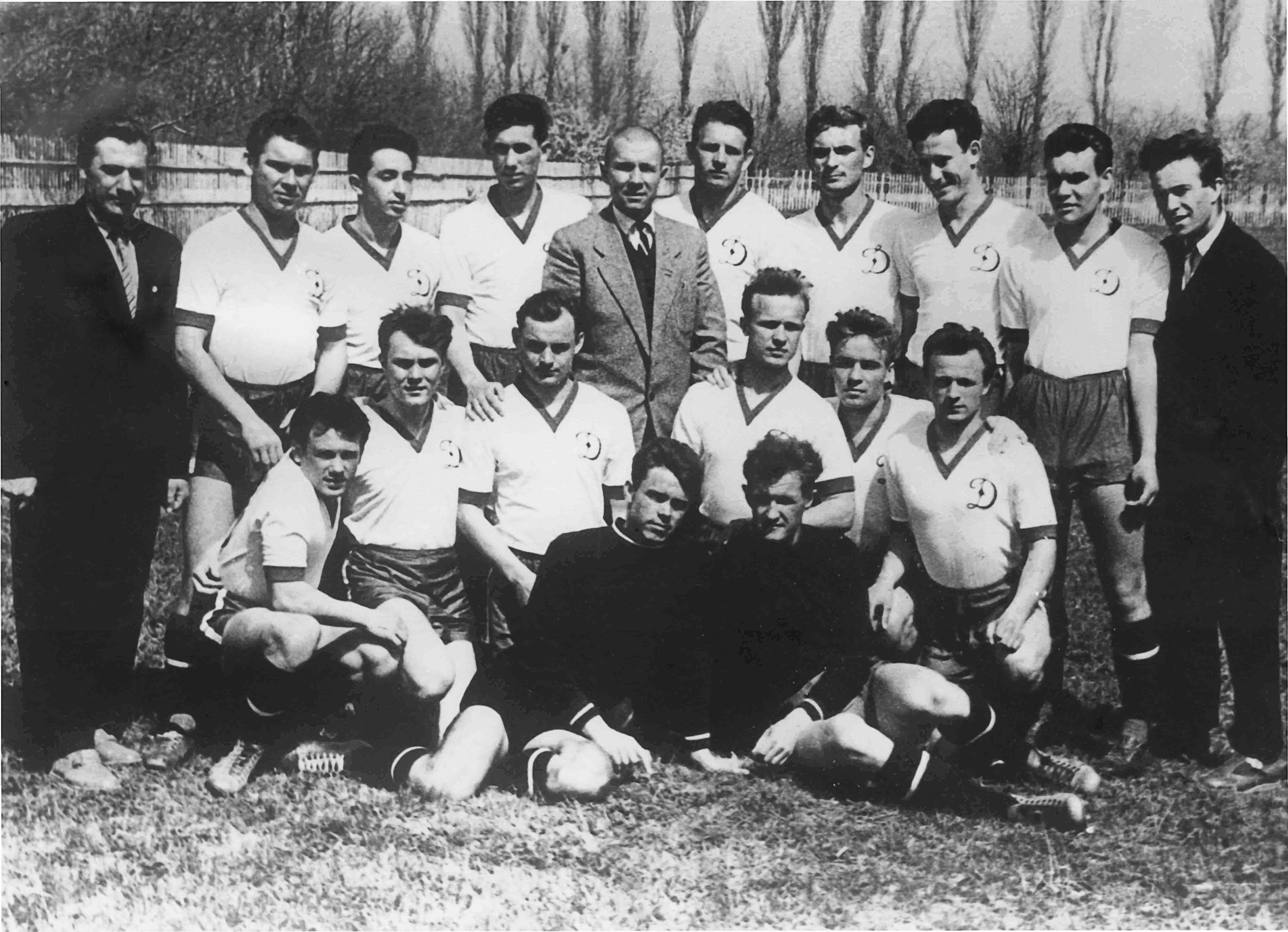
Una delle prime formazioni della Dinamo Brjansk nel 1960

Fu fondato il 9 luglio 1931; partecipò per la prima volta ai campionati nazionali solo nel 1960, quando prese parte alla Klass B, seconda serie del Campionato sovietico di calcio. Mantenne questa categoria fino al 1962, quando, a causa della riforma dei campionati, rimase in Klass B che divenne, però, la terza serie del campionato. Nel 1968 vinse il proprio girone, ma fu eliminato nelle semifinale di play-off; l'anno seguente vinse nuovamente il proprio girone, ma stavolta riuscì ad ottenere la promozione nella seconda serie. L'anno seguente, però, anche a causa della riforma dei campionati, retrocesse immediatamente.
Dal 1970, quindi, tornò in Vtoraja Liga, terza serie del campionato, e vi rimase fino al 1991, anno di scioglimento dell'Unione Sovietica: in tale categoria non ottenne risultati significativi ad eccezione di un secondo posto nel 1983; solo nel 1985 riuscì a vincere il proprio girone, ma comunque non ottenne la promozione, finendo quarto in uno dei gironi di play-off.

### Russia
Con la nascita del campionato russo continuò a giocare in Vtoraja Liga, nome con cui era inizialmente identificata la terza serie del campionato. Con la riforma dei campionati della fine del 1993 scese nella neonata Tret'ja Liga, quarta serie del campionato. Vi rimase fino al 1997, anno in cui, dopo un'ulteriore riforma, la serie sparì.
Nel 2003, finì secondo in campionato: fu però ripescata in Pervyj divizion, come migliore seconda di Vtoroj divizion, a causa del fallimento della Dinamo San Pietroburgo. Nella Coppa di Russia 2006-2007 riuscì ad arrivare fino alla semifinale di Coppa, battuta dall'FK Mosca. Nel 2008 finì ventunesima, retrocedendo. L'anno seguente, pur finendo seconda nel proprio girone, fu nuovamente ammessa nella seconda serie: il fallimento dello stesso FK Mosca (in massima serie) e la rinuncia del Vitjaz' Podol'sk liberarono due posti in seconda serie, uno dei quali fu destinato alla Dinamo Brjansk.
Al termine della stagione 2011-2012, terminata con il quinto posto finale nel girone per la promozione, il club non riuscì ad iscriversi; ripartì quindi dai dilettanti (come squadra giovanile), vincendo subito il proprio girone e ottenendo l'ammissione in Vtoroj divizion.
Dopo sette anni consecutivi in terza serie, nella stagione 2019-2020 il campionato fu interrotto con la Dinamo in testa al proprio girone per la pandemia di COVID-19: ciò consentì al club di ritornare in seconda serie.

## Palmarès

### Competizioni nazionali
- Vtoraja Liga sovietica: 3

1967 (Girone 1 Russo), 1968 (Girone 1 Russo), 1985 (Girone 1)
- Pervenstvo Professional'noj Futbol'noj Ligi: 1

2019-2020 (girone centro)

### Altri piazzamenti
- Coppa di Russia:

Semifinalista: 2006-2007

## Statistiche e record

### Partecipazione ai campionati

#### Unione Sovietica
| Livello | Categoria        | Partecipazioni | Debutto | Ultima stagione | Totale |
| ------- | ---------------- | -------------- | ------- | --------------- | ------ |
| 2º      | Klass B          | 3              | 1960    | 1962            | 4      |
| 2º      | Vtoraja Gruppa A | 1              | 1969    | 1969            | 4      |
| 3º      | Klass B          | 6              | 1963    | 1968            | 28     |
| 3º      | Vtoraja Gruppa A | 1              | 1970    | 1970            | 28     |
| 3º      | Vtoraja Liga     | 21             | 1971    | 1991            | 28     |

#### Russia
| Livello | Categoria       | Partecipazioni | Debutto   | Ultima stagione | Totale |
| ------- | --------------- | -------------- | --------- | --------------- | ------ |
| 2º      | Pervyj divizion | 6              | 2004      | 2010            | 8      |
| 2º      | PFN Ligi        | 2              | 2011-2012 | 2020-2021       | 8      |
| 3º      | Vtoraja liga    | 2              | 1992      | 1993            | 16     |
| 3º      | Vtoroj divizion | 7              | 1998      | 2009            | 16     |
| 3º      | PPF Ligi        | 7              | 2013-2014 | 2019-2020       | 16     |
| 4º      | Tret'ja Liga    | 4              | 1994      | 1997            | 4      |